# Peter Beyerhaus
Peter Paul Johannes Beyerhaus (* 1. Februar 1929 in Hohenkränig, Kreis Königsberg Nm., Woiwodschaft Westpommern, heute: Polen; † 18. Januar 2020 in Gomaringen, Württemberg) war ein deutscher evangelischer Geistlicher, Theologe und Missionar. Als Missionswissenschaftler und Lehrstuhlinhaber prägte er die moderne deutsche evangelikale Missionstheologie des 20. Jahrhunderts wesentlich mit.

## Leben
Peter Beyerhaus wurde in der Neumark als Sohn von Friedel Beyerhaus, geborene Korweck, und des evangelischen Pfarrers Siegfried Beyerhaus geboren. Nach dem Abitur und dem Studium der Evangelischen Theologie in Berlin, Halle (Saale), Heidelberg, Bonn, Uppsala und Bethel war er von 1953 bis 1954 Vikar im Deutschen Evangelischen Missionsrat bei Walter Freytag. In den Jahren 1952 und 1953 sowie von 1955 bis 1956 betrieb er missionswissenschaftliche Studien unter Bengt Sundkler in Uppsala, der ihn nachhaltig prägte. 1956 folgte die Promotion zum Dr. theol. über das Thema Die Selbständigkeit der jungen Kirchen als missionarisches Problem an der Universität Uppsala.
Im Jahr 1955 wurde er in Berlin durch den Bischof Otto Dibelius ordiniert. 1955 bis 1957 war Beyerhaus Pastor in Berlin und 1957 bis 1965 stand er im Dienst der Berliner Missionsgesellschaft in Südafrika, zuletzt als Rektor des Lutheran Theological College in Umphumulo, nahe Maphumulo, Natal, von wo er 1960 seine Lehrtätigkeit begonnen hatte. Auch im Jahr 1974 kehrte er für Vorträge nach Südafrika zurück, um Bekenntnis, Verkündigung und Ausbreitung des Evangeliums voranzutreiben und vor einer gewaltbereiten Befreiungstheologie und den fragwürdigen Programmen des Weltkirchenrats zu warnen.
Von 1966 bis 1997 war Beyerhaus Ordinarius für Missionswissenschaft und Ökumenische Theologie an der Eberhard Karls Universität Tübingen, von 1970 bis 1974 war er Gründungsrektor des Albrecht-Bengel-Hauses, 1972 Präsident des von ihm 1969 mitbegründeten Theologischen Konventes der Bekennenden Gemeinschaften und ab 1978 Vorsitzender und seit 2009 Ehrenvorsitzender der Internationalen Konferenz Bekennender Gemeinschaften. 
Beyerhaus galt seit den Sechzigerjahren neben Walter Künneth und Otto Michel als einer der Väter der Bekenntnisbewegung. 1970 legte er bei der zweiten Zusammenkunft des Theologischen Konvents der Bekenntnisbewegung den Entwurf der „Frankfurter Erklärung zur Grundlagenkrise der Mission“ vor. Diese Erklärung wurde im selben Jahr veröffentlicht und war eine Gegenüberstellung des evangelikalen Missionsverständnisses gegen den ökumenischen Neuansatz, dass bloße Entwicklungshilfe die zeitgenössische Form der Mission sei. Diese Erklärung fand ein weltweites Echo und führte auch zum Zusammenschluss aller deutschen evangelikalen Missionen in der Arbeitsgemeinschaft Evangelikaler Missionen (AEM). Beyerhaus war seit 1975 Mitglied des Lausanne-Komitees für Weltevangelisation und Mitbegründer der Lausanner Bewegung für Weltevangelisation. Bereits beim ersten Kongress 1974 in Lausanne hielt er einen der Plenarvorträge, ebenso bei der zweiten Konferenz 1989 in Manila und prägte die Bewegung über Jahrzehnte mit.
1974/75 war er Dekan der Theologischen Fakultät Tübingen und von 1989 bis 1996 Rektor der Freien Hochschule für Mission in Korntal bei Stuttgart. An der Staatsunabhängigen Theologischen Hochschule Basel (STH) führte er von 1999 bis 2015 missiologische Lehrveranstaltungen durch und war Mitglied des Wissenschaftlichen Beirats. Seine Forschungsgebiete waren neben Mission und Ökumenischer Bewegung die Afrikanischen Unabhängigen Kirchen.
Von der in Bad Liebenzell herausgegebenen Reihe Christusbekenntnis heute verfasste er acht Hefte.
Im Jahre 1987 gründete Beyerhaus die Bekenntnisbruderschaft St. Peter und Paul mit Sitz in Gomaringen, zu deren bischöflichem Leiter er 1989 geweiht wurde. 2010 initiierte er im Kloster Amelungsborn deren Zusammenschluss mit verwandten lutherisch-liturgischen Fraternitäten zum Bund Apostolischer Bruderschaften. 1997 gründete er in Gomaringen bei Tübingen das Institut Diakrisis und war dort Herausgeber der Zeitschrift „Diakrisis“. Das Institut wird getragen vom Theologischen Konvent Bekennender Gemeinschaften in den evangelischen Kirchen Deutschlands und der Internationalen Konferenz Bekennender Gemeinschaften, deren Ehrenpräsident er bis zu seinem Tod im Frühjahr 2020 war. Seit Beginn arbeitete Beyerhaus im Rahmen des Instituts mit.
2004 gründete er die Bewegung der Bekenntnis-Ökumene als Vereinigung von konservativen Katholiken, Protestanten und Orthodoxen. Ab 2009 war er Ehrenmitglied der 2006 gegründeten Deutsch-Vatikanischen Gesellschaft. Am 29. August 2009 konnte er im Rahmen einer Missionstagung in Castel Gandolfo vor Papst Benedikt XVI., vielen Bischöfen und Prälaten einen Vortrag zum Thema Warum christliche Mission heute? halten, um auf die Wichtigkeit und die Leidenschaft für die Weltmission hinzuweisen.
Beyerhaus war einer der Erstunterzeichner einer „bekenntnisökumenischen Erklärung“ gegen die „antichristliche Gender-Ideologie“, die unter anderem die Gleichwertigkeit aller sexuellen Orientierungen, damit auch der Homosexualität, postuliert. Er war Autor der Zeitschrift „Erneuerung und Abwehr“ der Evangelischen Notgemeinschaft in Deutschland.
In seinem wissenschaftlichen Hauptwerk „Er sandte sein Wort“ von 1996 entfaltete er sein Missionsverständnis unter dem Vorzeichen einer auf Christus zentrierten Ökumene. Sein Lebensthema „bekenntnisorientierte Ökumene“ war inspiriert von Wladimir Sergejewitsch Solowjows Kurze Erzählung vom Antichrist, in der sich Katholiken, Orthodoxe und Protestanten angesichts der endzeitlichen Verfolgung im Bekenntnis zu Christus zusammenschließen und jede der drei großen Konfessionsfamilien das Erbe ihrer Theologie und Spiritualität einbringt.

## Lehre
Beyerhaus hat sich Zeit seines Lebens für die Erforschung und Förderung der christlichen Mission eingesetzt. Seine Missionstheologie war an den Aussagen und einer wörtlichen Auslegung der Bibel orientiert. So hat er auch in den Sechzigerjahren des 20. Jahrhunderts schnell festgestellt, dass die christliche Mission vieler Konfessionen nach dem Zweiten Weltkrieg und dem Kolonialismus in eine Sinn- und Orientierungskrise geraten war. Denn zahlreiche westliche Theologen und Personen von Missionsgesellschaften waren durch die Liberale Theologie, den Universalismus, den Relativismus und den Pluralismus verunsichert worden, ob das Evangelium von Jesus Christus an Nichtchristen so direkt verkündigt werden dürfe. Zunehmend wurde mehr von Partnerschaft und Religionsdialog gesprochen, weil Missionsarbeit als aggressiv, kulturell nicht angepasst und nicht friedensfördernd wahrgenommen wurde. 
Beyerhaus hatte mit seiner Frankfurter Erklärung von 1970, weiteren Forschungen, Publikationen und Vorträgen diesen Ansichten vehement widersprochen. Denn für ihn stand die Missio Dei, wie sie in der Bibel bezeugt wird, im Vordergrund, und diese sei bereits auch in der christlichen Trinitätslehre selbst begründet. So wie der Vater den Sohn zeugte und den Geist hauchte, so ähnlich teilte er sich den Menschen und dem Volk Israel mit. Das sei Gottes unerklärlicher Ratschluss, mit dem er den Gang der Heilsgeschichte in Bewegung setzte, die in der Sendung des Gottessohnes Jesus Christus auf diese Welt ihren Höhepunkt erreicht habe. Der Tod von Jesus Christus am Kreuz sei die Erlösung für alle Menschen. Grundlegende Aufgabe aller christlichen Kirchen sei es, diese Liebe Gottes den Menschen in Wort und Tat zu vermitteln. Beyerhaus' Slogan lautete daher: Die ganze Kirche ist aufgerufen, das ganze Evangelium der ganzen Welt zu bezeugen. Obwohl sich seit dem Jahr 1900 etwa 30 % der Menschen als Christen bezeichnet hätten, gäbe es im Jahr 2009 ungefähr 12.000 Ethnien, die noch nicht mit dieser Botschaft konfrontiert worden seien. Die meisten davon lebten im sogenannten 10/40 Fenster, wo Armut, Analphabetismus und Krankheiten prägende Lebensrealitäten waren und auch noch sind. Laut Beyerhaus nahmen viele Missionare, die dort tätig waren, eine ganzheitliche, integrale Mission wahr, die auf die Bedürfnisse der dort lebenden Personen eingingen und das Evangelium kulturangepasst weitergeben würden.

## Familie
Beyerhaus heiratete 1955 die Schwedin Ingegärd Kalén in ihrem Geburtsort Tingstad bei Norrköping. Aus der Ehe gingen die fünf Kinder Karolina, Johannes, Maria, Christoph und Gunilla hervor. Beyerhaus wohnte in Gomaringen.

## Ehrungen
Beyerhaus erhielt 1995 die Ehrendoktorwürde der Trinity Evangelical Divinity School (TEDS) in Deerfield (Illinois), USA.

## Schriften (Auswahl)
- Die Selbständigkeit der jungen Kirchen als missionarisches Problem, Wuppertal-Barmen 1956.
- Allen Völkern zum Zeugnis, 1972.
- Shaken Foundations. Theological Foundations for Mission, 1972.
- In Ostasien erlebt, 1972 (Reisebericht).
- In der Inselwelt Südostasiens erlebt, 1973 (2. Teil des Reiseberichts).
- Bangkok ’1973 – Anfang oder Ende der Weltmission? Ein gruppendynamisches Experiment, 1973.
- mit Walter Künneth (als Herausgeber): Reich Gottes oder Weltgemeinschaft, 1975.
  - God's Kingdom and the Utopian Error: Discerning the Biblical Kingdom of God from Its Political Counterfeits, 1992.
- Ökumene im Spiegel von Nairobi, 1976.
- Ideologien – Herausforderungen an den Glauben, 1979.
- Zwischen Anarchie und Tyrannei, 1979.
- Aufbruch der Armen, 1981.
- Er sandte sein Wort. Theologie der christlichen Mission, SCM-Verlag 1996, ISBN 978-3-417294125.
- Kein anderer Name: Die Einzigartigkeit Jesu Christi und das Gespräch mit nichtchristlichen Religionen. Festschrift zum 70. Geburtstag von Peter Beyerhaus, VTR, Nürnberg 1999, ISBN 978-3-933372-25-3.
- Mission and Apologetics, VTR Publications, Nürnberg 2006, ISBN 978-3-937965-44-4.
- Weltweite Gemeinschaft im Leiden für Christus, VTR, Nürnberg 2007, ISBN 978-3-937965-59-8.
- Das Geheimnis der Dreieinigkeit im Zeugnis der Kirche: Trinitarisch anbeten – lehren – leben. Ein bekenntnis-ökumenisches Handbuch, VTR / Dominus, 2009, ISBN 978-3-937965-84-0 (VTR) / ISBN 978-3-940879-04-2 (Dominus).
- Christliches Zeugnis in unserer Zeit. Band 1: Der Glaubenskampf der Bekennenden Evangelischen Gemeinschaften in Deutschland (Autobiografie, unter Mitarbeit von Dorothea Killus und Rolf Sauerzapf), VTR Verlag für Theologie und Religionswissenschaft, Nürnberg 2015, ISBN 978-3-95776-042-5.